# Пам'ятник сотникам Армії УНР Федору Чернику та Миколі Загаєвичу
Пам'ятник «Сотникам Армії УНР Федору Чернику та Миколі Загаєвичу» — меморіальний монумент в центрі селища Борова Київської області. Урочисто відкритий 14 листопада 2008 року.
Пам'ятник присвячений героям Мотовилівського бою сотникам Армії УНР Федору Чернику та Миколі Загаєвичу.